# Karl Pagel
Karl Pagel (* 30. Oktober 1914 in Krolow, Kreis Schlawe; † 16. März 2013 in Lobetal) war ein deutscher Theologe und Gemeindepfarrer sowie von 1954 bis 1983 Pastor und Leiter der evangelischen Hoffnungstaler Anstalten und Kirchenrat im heutigen Land Brandenburg.

## Leben
Karl Gustav Kurt Pagel wurde als Sohn eines Bauern in Pommern geboren und er studierte nach dem Abitur in Jastrow evangelische Theologie. Zum 1. März 1933 trat er der SS bei, allerdings zum 1. November 1933 oder 1935 wieder aus. Von 1934 bis 1939 war er an den Universitäten in Greifswald, Tübingen und Stuttgart als Theologiestudent immatrikuliert. Er schloss sich der Bekennenden Kirche (BK) an und wurde 1937 gewählter Sprecher der BK-Studierenden der Pommerschen Evangelischen Kirche. Das Vikariat absolvierte er in Stralsund.
Am 12. September 1939 erhielt der Vikar seinen Gestellungsbefehl für den Kriegsdienst zuerst für den Einsatz in Frankreich und danach an der Ostfront. Zwischenzeitlich konnte Pagel das 2. theologische Examen beim Konsistorium in Stettin am 18. Oktober 1940 ablegen. Anschließend bekam er einen sechsmonatigen Arbeitsurlaub als Prädikant für das Pfarramt in Gingst von der Wehrmacht genehmigt. Nach Rückkehr aus sowjetischer Kriegsgefangenschaft 1947 als ehemaliger Wehrmachtsoffizier wirkte der Theologe zunächst als Gemeindepfarrer in Patzig auf Rügen, wohin er bereits während des Krieges 1941 vom Konsistorium berufen wurde, und danach in Pasewalk, zuletzt als Superintendent. „Ab dem 6. Juli 1949 wurden die Amtsgeschäfte“ des bisherigen Superintendenten in Pasewalk von „Pfarrer Karl Pagel übernommen“.
In Lobetal war es zu DDR-Zeiten Tradition, dass der Anstaltsleiter nicht nur Pastor war, sondern zugleich das Bürgermeisteramt in Personalunion wahrnahm. Pagel hatte von 1954 bis 1983 das Amt des Pastors, Anstaltsleiters und Bürgermeisters inne. Er wurde am 4. April 1955 CDU-Mitglied, nachdem er vom CDU-Bezirksverband Frankfurt (Oder) geworben wurde.
Der „Leiter der Diakonischen Hoffnungstaler Anstalten und Bürgermeister von Lobetal“ erhielt 1974 anlässlich seines 60. Geburtstages vom CDU-Parteivorsitzenden ein Glückwunschschreiben, in dem sich Götting bei dem Mitglied des CDU-Hauptvorstandes, Pastor Karl Pagel, besonders für dessen Vorsitz in der AG „Christliche Kreise“ beim Bezirksausschuss Frankfurt (Oder) der Nationalen Front bedankt.
In seinem Lebenszeugnis verwahrte sich Pagel dagegen, dass „die Ost-CDU oft als Partei der >Blockflöten<“ herabgewürdigt wird, obwohl frühere Funktionäre der Ost-CDU „die Staatsmacht nicht allein der SED überlassen“ wollten. Für ihre Beurteilung wünschte sich Pagel nach der politischen Wende beziehungsweise deutschen Wiedervereinigung auch einen Maßstab, „nach dem bewertet wurde, was sie für die Anliegen der Kirche und ihrer Diakonie erreichen konnten.“
Der Pastor, Anstaltsleiter und Bürgermeister von Lobetal gehörte als CDU-Mitglied in der DDR ehrenamtlich dem Kreistag in Bernau bei Berlin an. In diesem Gremium widmete er sich in erster Linie den Fragen der Sozialfürsorge. Zudem wirkte er im Vorstand des Bezirksverbandes Frankfurt (Oder) der CDU ehrenamtlich mit. Von DDR-Organisationen eingeladene Pfarrer und andere christliche Männer und Frauen aus dem Westen wurden zu ihm nach Lobetal bis 1990 in Begleitung von DDR-Funktionären besuchsweise geschickt, um ihnen die diakonische Einrichtung als Beispiel für gesellschaftliches Engagement von Christen in der DDR zu zeigen. So begleitete die Politikerin Nelly Haalck eine Frauendelegation nach Lobetal, um ihnen „die hingebungsvolle Arbeit“ der hauptamtlichen Mitarbeitenden vorzustellen und sie bemühte sich dabei „das Misstrauen der westdeutschen Besucherinnen“ abzubauen. Beide CDU-Mitglieder wurden 1968 mit der Deutschen Friedensmedaille der DDR ausgezeichnet. Pagel empfing in den „Bodelschwinghschen Anstalten“ auch Gäste aus Kirchen anderer Staaten, z. B. aus Rumänien.
Auf eine entsprechende Frage des Chefreporters der Zeitung Neue Zeit, wie Pagel das Arbeitspensum bewältigen könne, antwortete der Pastor: „Ohne das feste Gegründetsein in Gottes Wort könnte er es nicht schaffen.“
Zu seinen unvergessenen Begegnungen zählte Pagels in seinen Lebenserinnerungen eine Zusammenkunft mit dem schwedischen Geographen, Topographen und Entdeckungsreisenden Sven Hedin (1865–1952), den er während des Theologiestudiums „durch die Straßen Greifswalds führen durfte“. Beeindruckt hatten ihn auch der Physiker, Philosoph und Friedensforscher Carl Friedrich von Weizsäcker (1912–2007) und der Naturwissenschaftler Manfred von Ardenne (1907–1997), die er zu DDR-Zeiten traf. Den evangelischen Theologen sowie zeitweilig als geistlichen Inspektor der Berliner Stadtmission tätigen Paul Le Seur (1877–1963) und den Pfarrer Walter Lüthi aus der Schweiz (1901–1962) schätzte er „als begnadete Evangelisten und Bibelausleger“. „Sehr vertraut“ war Pagel mit Bischof Albrecht Schönherr (1911–2009).
Pagel wurde mit der am 26. Dezember 1916 geborenen Hausschwester Eva, geborene Folz, am 3. Januar 1941 in der Marienkirche zur Greifswald getraut. Aus der Ehe gingen sechs Kinder hervor: Karl-Georg, Marianne, Gerhard, Christoph, Rainer und Gerlinde. Im Ruhestand lebte der Pastor im Lobetaler „Seniorenwohnpark Am Kirschberg“. Karl Pagel starb im März 2013 im hohen Alter von 98 Jahren in Lobetal (nähe Bernau bei Berlin).

## Auszeichnungen
- Verdienstmedaille der DDR, 1959
- Vaterländische Verdienstorden in Bronze[17]
- Deutsche Friedensmedaille 1968
- Otto-Nuschke-Plakette 1968
- Otto-Nuschke-Ehrenzeichen in Gold, 1981

## Schriften
- Karl Pagel: Die Spur im Dunkel hinter mir. Zeugnis eines Lebens. Verbum, Berlin 1997, ISBN 978-3-928918-62-6.